# Rambo (serie animata)
Rambo (Rambo: The Force of Freedom) è una serie televisiva a cartoni animati basata sul personaggio di John Rambo, tratto dal romanzo omonimo di David Morrell e sui successivi film, adattati per la televisione da Michael Chain. La serie è stata trasmessa per sessantacinque episodi nel 1986, prodotti dalla Ruby-Spears Enterprises. La serie ha debuttato il 14 aprile 1986 come miniserie in cinque parti, ed è stata rinnovata a settembre dello stesso anno come serie quotidiana, per poi essere cancellata a dicembre. Rambo è la prima serie a cartoni animati rivolta ad un pubblico infantile basata su un film vietato ai minori.

## Personaggi e doppiatori
- John Rambo - Voce originale: Neil Ross, voce italiana: Tony Fuochi
- Colonnello Samuel Trautman - Voce originale: Alan Oppenheimer, voce italiana: Maurizio Scattorin
- Generale Warhawk - Voce originale: Michael Ansara, voce italiana: Massimiliano Lotti
- Turbo - Voce originale: James Avery, voce italiana: Roberto Colombo
- Sergente Havoc, Snakebite, Capitan Scar, Zio George - Voce originale: Peter Cullen
- Nomad - Voce originale: Ed Gilbert
- Drago Nero, Drago Bianco - Voce originale: Robert Ito
- Opening Narration - Voce originale: Don LaFontaine
- Kat, Mombo Igthayan - Voce originale: Mona Marshall, voce italiana: Patrizia Salmoiraghi (Kat)
- Gripper, Jerkface, Ammiraglio Nomak - Voce originale: Lennie Weinrib
- Cane Pazzo, Razor - Voce originale: Frank Welker

## Episodi
La serie è costituita da 65 episodi, di cui 5 episodi in miniserie e i restanti 60 episodi regolari.